# Pteromalus nanulus
Pteromalus nanulus är en stekelart som beskrevs av Dalla Torre 1898. Pteromalus nanulus ingår i släktet Pteromalus och familjen puppglanssteklar. Inga underarter finns listade i Catalogue of Life.